# Portsmouth Football Club 2022-2023
Questa voce raccoglie le informazioni riguardanti il Portsmouth Football Club nelle competizioni ufficiali della stagione 2022-2023

## Maglie e sponsor
Lo sponsor tecnico per la stagione 2022-2023 è Nike, mentre lo sponsor ufficiale è l'università di Portsmouth.
| Manica sinistra · Manica sinistra · Maglietta · Maglietta · Manica destra · Manica destra · Pantaloncini · Calzettoni | Manica sinistra · Manica sinistra · Maglietta · Maglietta · Manica destra · Manica destra · Pantaloncini · Calzettoni | Manica sinistra · Manica sinistra · Maglietta · Maglietta · Manica destra · Manica destra · Pantaloncini · Calzettoni |  |

## Rosa
| N. |                        | Ruolo | Calciatore       |
| -- | ---------------------- | ----- | ---------------- |
| 1  | Inghilterra (bandiera) | P     | Matt Macey       |
| 2  | Inghilterra (bandiera) | D     | Zak Swanson      |
| 3  | Inghilterra (bandiera) | D     | Denver Hume      |
| 4  | Scozia (bandiera)      | C     | Clark Robertson  |
| 6  | Inghilterra (bandiera) | D     | Connor Ogilvie   |
| 7  | Inghilterra (bandiera) | C     | Marlon Pack      |
| 8  | Inghilterra (bandiera) | C     | Ryan Tunnicliffe |
| 9  | Inghilterra (bandiera) | A     | Colby Bishop     |
| 10 | Inghilterra (bandiera) | A     | Joe Pigott       |
| 11 | Irlanda (bandiera)     | C     | Ronan Curtis     |
| 13 | Galles (bandiera)      | D     | Kieron Freeman   |
| 14 | Inghilterra (bandiera) | C     | Jayden Reid      |
| 15 | Inghilterra (bandiera) | C     | Owen Dale        |
| 16 | Galles (bandiera)      | C     | Joe Morrell      |

| N. |                             | Ruolo | Calciatore              |
| -- | --------------------------- | ----- | ----------------------- |
| 17 | Inghilterra (bandiera)      | D     | Joe Rafferty            |
| 18 | Inghilterra (bandiera)      | C     | Reeco Hackett-Fairchild |
| 19 | Inghilterra (bandiera)      | A     | Dane Scarlett           |
| 20 | Inghilterra (bandiera)      | D     | Sean Raggett            |
| 21 | Nigeria (bandiera)          | P     | Joshua Oluwayemi        |
| 23 | Galles (bandiera)           | C     | Louis Thompson          |
| 24 | Inghilterra (bandiera)      | C     | Michael Jacobs          |
| 25 | Inghilterra (bandiera)      | C     | Jay Mingi               |
| 26 | Inghilterra (bandiera)      | C     | Tom Lowery              |
| 28 | Giamaica (bandiera)         | D     | Di'Shon Bernard         |
| 30 | Galles (bandiera)           | C     | Harry Jewitt-White      |
| 34 | Inghilterra (bandiera)      | D     | Ryley Towler            |
|    | Irlanda del Nord (bandiera) | C     | Paddy Lane              |